# Palmiro Salas
Palmiro Jonathan Salas Sandoval (ur. 5 sierpnia 1964) – gwatemalski piłkarz występujący na pozycji środkowego pomocnika i trener piłkarski.

## Kariera klubowa
Salas występował w lidze gwatemalskiej w barwach m.in. klubów CSD Sacachispas (druga liga), CSD Suchitepéquez i Deportivo Marquense. W sezonie 1991/1992 wywalczył mistrzostwo Gwatemali ze stołecznym CSD Municipal, a równocześnie ukończył studia na kierunku wychowania fizycznego. Bezpośrednio po tym, podczas przerwy między sezonami w lidze gwatemalskiej, został zaproszony przez swojego rodaka Ricardo Medrano, aby rozegrać kilka meczów w belizeńskiej drużynie San Pedro FC. Tam w jednym ze starć z rywalem zerwał więzadła krzyżowe w kolanie, wobec czego w wieku 28 lat zdecydował się zakończyć karierę piłkarską.

## Kariera szkoleniowa
Bezpośrednio po doznanej kontuzji Salas przyjął propozycję tymczasowego zastąpienia trenera Raúla Magañi w San Pedro FC. Poprowadził go w końcówce sezonu, utrzymując drużynę w lidze belizeńskiej, po czym objął zespół na stałe i zdecydował się osiąść w Belize. Trenował San Pedro przez pięć sezonów, głównie walcząc z nim o utrzymanie w lidze, a w latach 90. prowadził również gwatemalski zespół Tipografía Nacional. Otworzył dwie szkółki piłkarskie w Gwatemali i jedną w Belize.
Przez kolejne kilkanaście lat Salas prowadził z sukcesami kluby belizeńskie, m.in. Suga Boys Juventus (mistrzostwo Belize), San Pedro Dolphins FC, New Site Erei (dwa mistrzostwa Belize i nagroda dla najlepszego trenera rozgrywek), Wagiya FC (udział w Copa Interclubes UNCAF) i Revolutionary Conquerors FC (wicemistrzostwo Belize i udział w Copa Interclubes UNCAF). Pracował z reprezentacją Belize U-20, natomiast w listopadzie 2007 został wybrany selekcjonerem pierwszej reprezentacji Belize. Pod jego wodzą Belizeńczycy odnieśli historyczne, pierwsze zwycięstwo w kwalifikacjach do mundialu – 6 lutego 2008 pokonali Saint Kitts i Nevis (3:1) w eliminacjach do mistrzostw świata w RPA. Odszedł jednak ze stanowiska już w marcu z powodów proceduralnych (problemy z otrzymaniem paszportu).
W kolejnych latach Salas trenował belizeńskie zespoły Belize Defence Force FC (dwa mistrzostwa Belize i tytuł najlepszego trenera ligi), Police United FC, Belmopan Bandits FC i San Pedro Pirates FC. W marcu 2018 po raz kolejny objął posadę selekcjonera reprezentacji Belize, którą poprowadził w czterech meczach kwalifikacyjnych do Ligi Narodów CONCACAF 2019/2020 – z Bahamami (4:0), Montserratem (0:1), Portorykiem (1:0) oraz Gujaną (1:2). Belizeńczycy zakwalifikowali się ostatecznie do dywizji B, a Salas mimo dobrych wyników odszedł ze stanowiska, ponownie przez problemy z uzyskaniem wizy (nie mógł podróżować wraz z drużyną na mecze wyjazdowe).